# أكسيد هيدروكسيد الألومنيوم
أكسيد هيدروكسيد الألومنيوم أو أوكسي هيدروكسيد الألومنيوم هو مركب كيميائي صيغته AlO (OH).